# The Fire (The Office)
"The Fire" é o quarto episódio da segunda temporada da série de televisão estadunidense The Office, o décimo no geral. Escrito por B. J. Novak e dirigido por Ken Kwapis, foi ao ar pela primeira vez em 11 de outubro de 2005 nos Estados Unidos, pela NBC. A gravação apresenta Amy Adams como a namorada de Jim, Katy.
A série retrata a vida cotidiana dos funcionários da filial da empresa de papel Dunder Mifflin em Scranton. No episódio, Michael Scott (Steve Carell) assume a responsabilidade de ensinar Ryan Howard (B. J. Novak) sobre negócios, mas o escritório é evacuado devido a um incêndio. Enquanto está na área externa, o gerente regional continua focado em Ryan, causando ciúmes em Dwight Schrute (Rainn Wilson). Enquanto isso, Jim Halpert (John Krasinski) organiza jogos.
Apesar dos personagens relatarem frio, "The Fire" foi gravado em uma temperatura de 100 °F (38 °C). De acordo com B. J. Novak, foi "divertido de filmar". Bombeiros reais participaram do episódio e seus trajes foram desenhados para se parecerem com os de Scranton.

## Sinopse
A namorada de Jim Halpert, Katy Moore, começa a ligar para ele no escritório, irritando Pam Beesly que precisa encaminhar as ligações. Michael Scott faz uma avaliação positiva de Ryan Howard, deixando Dwight Schrute com ciúmes. Quando Ryan demonstra interesse em abrir sua própria empresa algum dia, o gerente regional decide ensiná-lo as "dez regras dos negócios". O alarme de incêndio soa e, enquanto Dwight e Angela Martin tentam assumir o controle da evacuação, Michael empurra os outros e deixa o prédio.
Na área externa, Dwight tenta se inserir na relação de Michael com Ryan apelidando os três de "Os Três Mosqueteiros". Os funcionários iniciam jogos para passar o tempo, incluindo "coisas para levar para uma ilha deserta" e "com quem você ficaria?". Quando Ryan revela que está cursando administração à noite, Michael se impressiona, fazendo com que Dwight fique de mau humor no carro. O gerente menciona que deixou seu celular no escritório e Dwight corre para buscá-lo. Michael então pede para Ryan ligar para o celular, descobrindo que ele está no bolso. Dwight sai do prédio, tossindo, e revela que o incêndio foi iniciado por Ryan, que deixou uma pita de queijo na torradeira, zombando dele.

## Produção

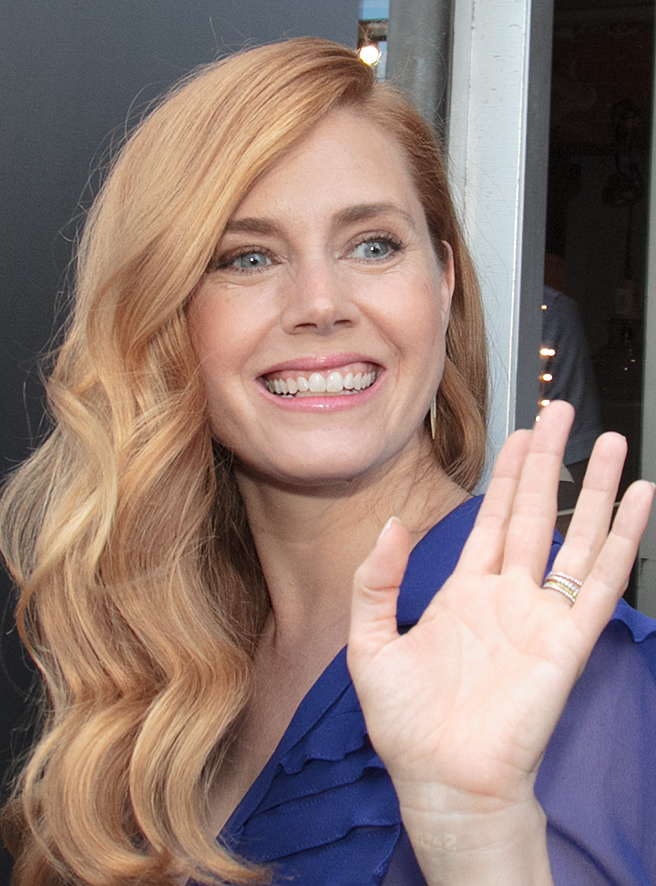
Amy Adams estrelou o episódio, interpretando Katy

"The Fire" foi o quarto episódio da série dirigida por Ken Kwapis. Ele já havia dirigido o piloto, "Diversity Day" e "Sexual Harassment". Foi escrito por B. J. Novak, que também interpreta Ryan Howard. Ele já havia escrito "Diversity Day" e "Sexual Harassment". "The Fire" apresentou a segunda aparição de Katy, interpretada por Amy Adams. Ela gostou muito de trabalhar na série. Em uma entrevista ao advocate.com, afirmou que "[The Office] foi a melhor experiência de trabalho. Eu amei muito aquele programa e aquele elenco. Não sei se eles acreditam em mim, mas toda vez que os vejo penso: 'Meu Deus, farei qualquer coisa para voltar'".
Novak descreveu o roteiro como "divertido de filmar" e que estava uma temperatura de 100 °F (38 °C). As cenas na área externa foram gravadas em Van Nuys, que Novak considerou "ruim"; mais tarde, ele observou a insegurança local, dizendo que "tiveram que fingir que não estávamos com medo, mesmo que todos os carros que ficam perto do nosso estúdio tenham sido desmontados durante a noite para venda de peças". Greg Daniels observou que durante as filmagens de "The Fire", o elenco e a equipe eram interrompidos pelo som de helicópteros.  Bombeiros reais participaram da gravação. A equipe pediu a um funcionário que tirasse fotos dos uniformes usados em Scranton, para que os trajes fossem fiéis. No entanto, em entrevista ao Pittsburgh Post-Gazette, o bombeiro local Art Franklin afirmou que a farda é, na verdade, bege, em vez dos pretos vistos no programa.